# Philipp Liebisch
Philipp Liebisch (* 8. Juli 1981 in Berlin) ist ein deutscher Koch.

## Leben
Philipp Liebisch wurde 1981 in Berlin geboren und machte von 1999 bis 2002 eine Ausbildung zum Koch bei Herbert Beltle im Aigner am Gendarmenmarkt in Berlin. Nach Stationen unter anderem bei Christian Jürgens in Wernberg, bei Stefan Neugebauer im Deidesheimer Hof und im Lorenz Adlon in Berlin bis zum Jahr 2011 wurde er Executive Küchenchef im Wellnesshotel Seeschlößchen Senftenberg. Während dieser Zeit wurde er als Newcomer des Jahres 2012 (Gusto), Brandenburger Meisterkoch 2013 (Berlin Partner) und Junges Talent 2013 (Gault Millau) ausgezeichnet.
Im Jahr 2015 war Liebisch Küchenchef im Restaurant Zeitgeist im Drive – Volkswagen Group Forum im Lindencorso in Berlin und erreichte dort die Auszeichnung mit 16 Punkten im Gault-Millau Restaurantführer. Danach ging er 2016 bis zum Jahr 2020 als Küchenchef in das Restaurant Juwel im Hotel Bei Schumann Kirschau, in dem das Restaurant im Jahr 2016 mit dem ersten Michelinstern und 16 Punkten im Gault-Millau ausgezeichnet wurde.
Seit dem Sommer 2020 ist Liebisch Küchendirektor der Ritter von Kempski Privathotels im Südharz und dort zuständig für die Küche im Naturresort Schindelbruch und dem Romantik Hotel FreiWerk. Seit 2022 ist er F&B-Manager und Küchenchef im Restaurant 20zwanzig des Hotels FreiWerk in Stolberg.

## Auszeichnungen
- 2012: Newcomer des Jahres (Gusto)[6]
- 2012: Aufsteiger des Jahres (Gault Millau 2013)[7]
- 2013: Brandenburger Meisterkoch (Berlin Partner)[8]
- 2015: 16 Punkte im Gault-Millau für das Restaurant Zeitgeist[2]
- 2016–2020: Ein Michelin-Stern für das Restaurant Juwel[4]
- 2016–2020: 16 Punkte im Gault-Millau für das Restaurant Juwel[4]
- 2020: 8+ Pfannen Gusto im Restaurant Juwel[9]